# Festival di Cannes 2018
La 71ª edizione del Festival di Cannes ha avuto luogo a Cannes dall'8 al 19 maggio 2018.
L'attrice australiana Cate Blanchett è stata la presidentessa della giuria. Il film d'apertura del festival è stato Tutti lo sanno di Asghar Farhadi, mentre quello di chiusura L'uomo che uccise Don Chisciotte di Terry Gilliam. L'attore Édouard Baer ha presentato la cerimonia d'apertura e di chiusura della kermesse, per la terza volta dopo le edizioni del 2008 e del 2009.
La locandina ufficiale della 71ª edizione, ritraente il bacio tra Jean-Paul Belmondo e Anna Karina nel film Il bandito delle 11 (Pierrot le fou) diretto da Jean-Luc Godard nel 1965, è un omaggio al fotografo francese Georges Pierre.
La Palma d'oro è stata assegnata a Un affare di famiglia di Hirokazu Kore'eda.

## Selezione ufficiale

### Concorso
- Un affare di famiglia (Manbiki kazoku), regia di Hirokazu Kore'eda (Giappone)
- L'albero dei frutti selvatici (Ahlat ağacı), regia di Nuri Bilge Ceylan (Turchia)
- Ajka, regia di Sergej Dvorcevoj (Russia, Francia, Germania, Polonia, Kazakistan, Cina)
- BlacKkKlansman, regia di Spike Lee (Stati Uniti d'America)
- Burning - L'amore brucia (Beoning), regia di Lee Chang-dong (Corea del Sud)
- Cafarnao - Caos e miracoli (Capharnaüm), regia di Nadine Labaki (Libano, Francia, Stati Uniti d'America)
- Cold War (Zimna wojna), regia di Paweł Pawlikowski (Polonia)
- Un couteau dans le cœur, regia di Yann Gonzalez (Francia)
- Dogman, regia di Matteo Garrone (Italia, Francia)
- I figli del fiume giallo (Jiānghú érnǚ), regia di Jia Zhangke (Cina, Francia)
- Les filles du soleil, regia di Eva Husson (Francia, Belgio, Georgia, Svizzera)
- In guerra (En guerre), regia di Stéphane Brizé (Francia)
- Lazzaro felice, regia di Alice Rohrwacher (Italia, Svizzera, Francia, Germania)
- Le livre d'image, regia di Jean-Luc Godard (Svizzera, Francia)
- Netemo sametemo, regia di Ryūsuke Hamaguchi (Giappone, Francia)
- Plaire, aimer et courir vite, regia di Christophe Honoré (Francia)
- Summer (Leto), regia di Kirill Serebrennikov (Russia)
- Tre volti (Se rokh), regia di Jafar Panahi (Iran)
- Tutti lo sanno (Todos lo saben), regia di Asghar Farhadi (Spagna, Francia, Italia) - film d'apertura
- Under the Silver Lake, regia di David Robert Mitchell (Stati Uniti d'America)
- Yawm al-Dīn, regia di Abu Bakr Shawqi (Egitto)

### Un Certain Regard
- Älemniñ jumsaqtıq mazasızdığı, regia di Ádilhan Erjanov (Kazakistan, Francia)
- L'angelo del crimine (El ángel), regia di Luis Ortega (Argentina, Spagna)
- Border - Creature di confine (Gräns), regia di Ali Abbasi (Svezia, Danimarca)
- Les chatouilles, regia di Andréa Bescond e Eric Métayer (Francia)
- Chuva é cantoria na aldeia dos mortos, regia di João Salaviza e Renée Nader Messora (Portogallo, Brasile)
- Un lungo viaggio nella notte (Dìqiú zuìhòu de yèwǎn), regia di Bi Gan (Cina, Francia)
- Die Stropers, regia di Etienne Kallos (Sudafrica, Francia)
- Donbass, regia di Serhij Loznycja (Ucraina)
- Euforia, regia di Valeria Golino (Italia)
- À genoux les gars, regia di Antoine Desrosières (Francia)
- Girl, regia di Lukas Dhont (Belgio, Paesi Bassi)
- Angel Face, regia di Vanessa Filho (Francia)
- In My Room, regia di Ulrich Köhler (Germania, Italia)
- Manto, regia di Nandita Das (India)
- Mon tissu préféré, regia di Gaya Jiji (Francia, Germania, Turchia)
- ¡Muere, Monstruo, muere!, regia di Alejandro Fadel (Argentina, Francia)
- Rafiki, regia di Wanuri Kahiu (Kenya, Sudafrica)
- Sofia, regia di Meryem Benm'Barek-Aloïsi (Francia, Qatar, Belgio, Marocco)

### Fuori concorso
- 7 uomini a mollo (Le grand bain), regia di Gilles Lellouche (Francia)
- La casa di Jack (The House That Jack Built), regia di Lars von Trier (Danimarca, Francia, Germania, Svezia)
- Gotti - Il primo padrino (Gotti), regia di Kevin Connolly (Stati Uniti d'America)
- Solo: A Star Wars Story, regia di Ron Howard (Stati Uniti d'America)
- L'uomo che uccise Don Chisciotte (The Man Who Killed Don Quixote), regia di Terry Gilliam (Regno Unito, Francia, Spagna, Portogallo, Belgio) - film di chiusura

#### Proiezioni di mezzanotte
- Arctic, regia di Joe Penna (Islanda)
- Fahrenheit 451, regia di Ramin Bahrani – film TV (Stati Uniti d'America)
- Gongjack, regia di Yoon Jong-bin (Corea del Sud)
- Whitney, regia di Kevin Macdonald (Stati Uniti d'America, Regno Unito)

### Proiezioni speciali
- Ancora un giorno (Another Day of Life), regia di Damian Nenow e Raúl de la Fuente (Polonia, Spagna, Germania, Belgio, Ungheria)
- Libre, regia di Michel Toesca (Francia)
- O Grande Circo Místico, regia di Carlos Diegues (Brasile, Portogallo, Francia)
- Papa Francesco - Un uomo di parola (Pope Francis - A Man of His World), regia di Wim Wenders (Svizzera, Città del Vaticano, Italia, Germania, Francia)
- Sǐ líng hún, regia di Wang Bing (Francia, Svizzera)
- The State Against Mandela and the Others, regia di Nicolas Champeaux e Gilles Porte (Francia)
- Ten Years Thailand, regia di Aditya Assarat, Wisit Sasanatieng, Chulayarnon Sriphol e Apichatpong Weerasethakul (Hong Kong, Thailandia)
- La traversée, regia di Romain Goupil e Daniel Cohn-Bendit (Francia)

### Cortometraggi in concorso
- All These Creatures, regia di Charles Williams (Australia)
- Caroline, regia di Celine Held e Logan George (Stati Uniti d'America)
- Duality, regia di Masahiko Satō, Genki Kawamura, Yutaro Seki, Masayuki Toyota e Kentaro Hirase (Giappone)
- Gabriel, regia di Oren Gerner (Francia)
- III, regia di Marta Pajek (Polonia)
- Judgement, regia di Raymund Ribay Gutierrez (Filippine)
- On the Border, regia di Wei Shujun (Cina)
- Tariki, regia di Saeed Jafarian (Iran)

### Cinéfondation
- Albastru şi roşu, în proporţii egale, regia di Georgiana Moldoveanu – Universitatea Naţională de Artă Teatrală şi Cinematografică (Romania)
- Cinco minutos afuera, regia di Constanza Gatti – Universidad del Cine (Argentina)
- Così in Terra, regia di Pier Lorenzo Pisano – Centro sperimentale di cinematografia (Italia)
- Dolfin Megumi, regia di Ori Aharon	Steve – Tisch School of Film & Television (Israele)
- Dong wu xiong meng, regia di Di Shen – Shanghai Theatre Academy (Cina)
- Dots, regia di Eryk Lenartowicz – Australian Film Television and Radio School (Australia)
- El verano del léon eléctrico, regia di Diego Céspedes – Università del Cile (Cile)
- End of Season, regia di Zhannat Alshanova – London Film School (Regno Unito)
- Fragment de drame, regia di Lucia Bulgheroni – La Fémis (Francia)
- I Am My Own Mother, regia di Andrew Zox – San Francisco State University (Stati Uniti d'America)
- Inanimate, regia di Lucia Bulgheroni – National Film & Television School (Regno Unito)
- Inny, regia di Marta Magnuska – Scuola nazionale di cinema, televisione e teatro Leon Schiller di Łódź (Polonia)
- Kalendar', regia di Igor Poplauhin – Moskovskaja Škola Novolo Kino (Russia)
- Mesle bache Adam, regia di Arian Vazirdaftari – Tehran University of Dramatic Arts (Iran)
- Palm Trees and Power Lines, regia di Jamie Dack – NYU Tisch School of the Arts (Stati Uniti d'America)
- Sailor's Delight, regia di Louise Aubertin, Éloïse Girard, Marine Meneyrol, Jonas Ritter, Loucas Rongeart e Amandine Thomoux – École supérieure de réalisation audiovisuelle (Francia)
- Los tiempos de Héctor, regia di Ariel Gutiérrez – Centro de Capacitación Cinematográfica (Messico)

### Cannes Classics
- 2001: Odissea nello spazio (2001: A Space Odyssey), regia di Stanley Kubrick (1968, Regno Unito, Stati Uniti d'America) – 50º anniversario
- A spasso con Daisy (Driving Miss Daisy), regia di Bruce Beresford (1989, Stati Uniti d'America)
- L'appartamento (The Apartment), regia di Billy Wilder (1960, Stati Uniti d'America)
- Bagdad Café, regia di Percy Adlon (1987, Germania)
- Cinq et la peau, regia di Pierre Rissient (1981, Francia, Filippine)
- Coup pour coup, regia di Marin Karmitz (1972, Francia)
- Cyrano de Bergerac, regia di Jean-Paul Rappeneau (1990, Francia)
- Il destino (Al-massir), regia di Youssef Chahine (1997, Egitto, Francia)
- I diamanti della notte (Démanty noci), regia di Jan Němec (1964, Repubblica Ceca)
- La donna che visse due volte (Vertigo), regia di Alfred Hitchcock (1958, Stati Uniti d'America)
- Enamorada, regia di Emilio Fernández (1946, Messico)
- Elpojiet dzili, regia di Rolands Kalniņš (1967, Lettonia)
- Fad'jal, regia di Safi Faye (1979, Senegal, Francia)
- Le Grand Bleu, regia di Luc Besson (1988, Francia, Stati Uniti d'America, Italia)
- Grease - Brillantina (Grease), regia di Randal Kleiser (1978, Stati Uniti d'America)
- Guerra e pace I: Andrei Bolkonsky (Voyna i mir), regia di Sergej Fëdorovič Bondarčuk (1965, Russia)
- Iene (Hyenas), regia di Djibril Diop Mambéty (1992, Senegal, Francia, Svizzera)
- L'isola degli amori (A Ilha dos Amores), regia di Paulo Rocha (1982, Portogallo, Giappone)
- João en het mes, regia di George Sluizer (1971, Paesi Bassi)
- Ladri di biciclette, regia di Vittorio De Sica (1948, Italia)
- Lamb, regia di Paulin Soumanou Vieyra (1963, Senegal)
- L'ora dei forni (La hora de los hornos: Notas y testimonios sobre el neocolonialismo, la violencia y la liberación), regia di Fernando Solanas (1968, Argentina)
- Piccola ladra (Battement de coeur), regia di Henri Decoin (1940, Francia)
- Il settimo sigillo (Det sjunde inseglet), regia di Ingmar Bergman (1957, Svezia)
- Gli specialisti, regia di Sergio Corbucci (1969, Francia, Italia, Germania)
- Suzanne Simonin, la religiosa (Suzanne Simonin, la Religieuse de Diderot), regia di Jacques Rivette (1965, Francia)
- L'une chante, l'autre pas, regia di Agnès Varda (1977, Francia)
- Viaggio a Tokyo (Tōkyō monogatari), regia di Yasujirō Ozu (1953, Giappone)

#### Documentari
- Be Natural: The Untold Story of Alice Guy-Blaché, regia di Pamela B. Green (Stati Uniti d'America)
- Bergman 100 - La vita, i segreti, il genio (Bergman - ett år, ett liv), regia di Jane Magnusson (Svezia)
- Jane Fonda in Five Acts, regia di Susan Lacy (Stati Uniti d'America)
- Searching for Ingmar Bergman, regia di Margarethe Von Trotta (Germania, Francia)
- Lo sguardo di Orson Welles (The Eyes of Orson Welles), regia di Mark Cousins (Regno Unito)

## Quinzaine des Réalisateurs

### Lungometraggi
- Amin, regia di Philippe Faucon (Francia)
- Carmen y Lola, regia di Arantxa Echevarría (Spagna)
- Climax, regia di Gaspar Noé (Francia, Belgio)
- Cómprame un revolver, regia di Julio Hernández Cordón (Messico, Colombia)
- I confini del mondo (Les confins du monde), regia di Guillaume Nicloux (Francia)
- Joueurs, regia di Marie Monge (Francia)
- Mandy, regia di Panos Cosmatos (Stati Uniti d'America, Belgio)
- Ming wang xing shi ke, regia di Ming Xhang (Cina)
- Mirai (Mirai no Mirai), regia di Mamoru Hosoda (Giappone)
- Il mondo è tuo (Le monde est à toi), regia di Romain Gavras (Francia)
- El motoarrebatador, regia di Agustín Toscano (Argentina, Uruguay)
- Oro verde - C'era una volta in Colombia (Pájaros de verano), regia di Ciro Guerra e Cristina Gallego (Colombia)
- Pallottole in libertà (En liberté!), regia di Pierre Salvadori (Francia)
- Petra, regia di Jaime Rosales (Spagna)
- Senza lasciare traccia (Leave No Trace), regia di Debra Granik (Stati Uniti d'America, Canada)
- Los silencios, regia di Beatriz Seigner (Brasile, Colombia, Francia)
- La strada dei Samouni, regia di Stefano Savona (Italia, Francia)
- Teret, regia di Ognjen Glavonić (Serbia, Croazia, Francia, Iran, Qatar)
- Troppa grazia, regia di Gianni Zanasi (Italia)
- Weldi, regia di Mohamed Ben Attia (Tunisia, Francia, Qatar, Belgio)

### Cortometraggi
- Basses, regia di Félix Imbert (Francia)
- Ce magnifique gâteau!, regia di Emma De Swaef e Marc James Roels (Belgio, Francia, Paesi Bassi)
- La chanson, regia di Tiphaine Raffier (Francia)
- Las Cruces, regia di Nicolas Boone (Francia)
- La lotta, regia di Marco Bellocchio (Italia)
- La nuit des sacs plastiques, regia di Gabriel Harel (Francia)
- O órfão, regia di Carolina Markowicz (Brasile)
- Our Song to War, regia di Juanita Onzaga (Colombia, Belgio)
- Skip Day, regia di Patrick Bresnan e Ivete Lucas (Regno Unito, Stati Uniti d'America)
- Le sujet, regia di Patrick Bouchard (Canada)

## Settimana internazionale della critica

### Concorso

#### Lungometraggi
- Chris the Swiss, regia di Anja Kofmel (Svizzera, Croazia, Germania, Finlandia)
- Diamantino - Il calciatore più forte del mondo (Diamantino), regia di Gabriel Abrantes e Daniel Schmidt (Portogallo, Francia, Brasile)
- La donna elettrica (Kona fer í stríð), regia di Benedikt Erlingsson (Islanda, Francia, Ucraina)
- Egy nap, regia di Zsófia Szilágyi (Ungheria)
- Fuga, regia di Agnieszka Smoczyńska (Polonia, Repubblica Ceca, Svezia)
- Sauvage, regia di Camille Vidal-Naquet (Francia)
- Sir, regia di Rohena Gera (India)

#### Cortometraggi
- Amor, Avenidas novas, regia di Duarte Coimbra (Portogallo)
- Ektoras Malo: Ī teleutaia mera tīs chronias, regia di Jacqueline Lentzou (Grecia)
- Ja normal'nyj, regia di Michael Borodin (Russia)
- Un jour de mariage, regia di Elias Belkeddar (Algeria, Francia)
- Mobumshimin, regia di Kim Cheol-Hwi (Corea del Sud)
- Pauline asservie, regia di Charline Bourgeois-Tacquet (Francia)
- La persistente, regia di Camille Lugan (Francia)
- Rapaz, regia di Felipe Gálvez (Cile)
- Schächer, regia di Flurin Giger (Svizzera)
- Tiikeri, regia di Mikko Myllylahti (Finlandia)

### Proiezioni speciali

#### Lungometraggi
- Guy, regia di Alex Lutz (Francia) - film di chiusura
- Le nostre battaglie (Nos batailles), regia di Guillaume Senez (Belgio, Francia)
- Shéhérazade, regia di Jean-Bernard Marlin (Francia)
- Wildlife, regia di Paul Dano (Stati Uniti d'America) - film d'apertura

#### Cortometraggi
- La chute, regia di Boris Labbé (Francia)
- Third Kind, regia di Yorgos Zōīs (Grecia, Croazia)
- Ultra Pulpe, regia di Bertrand Mandico (Francia)

## Giurie

### Concorso principale

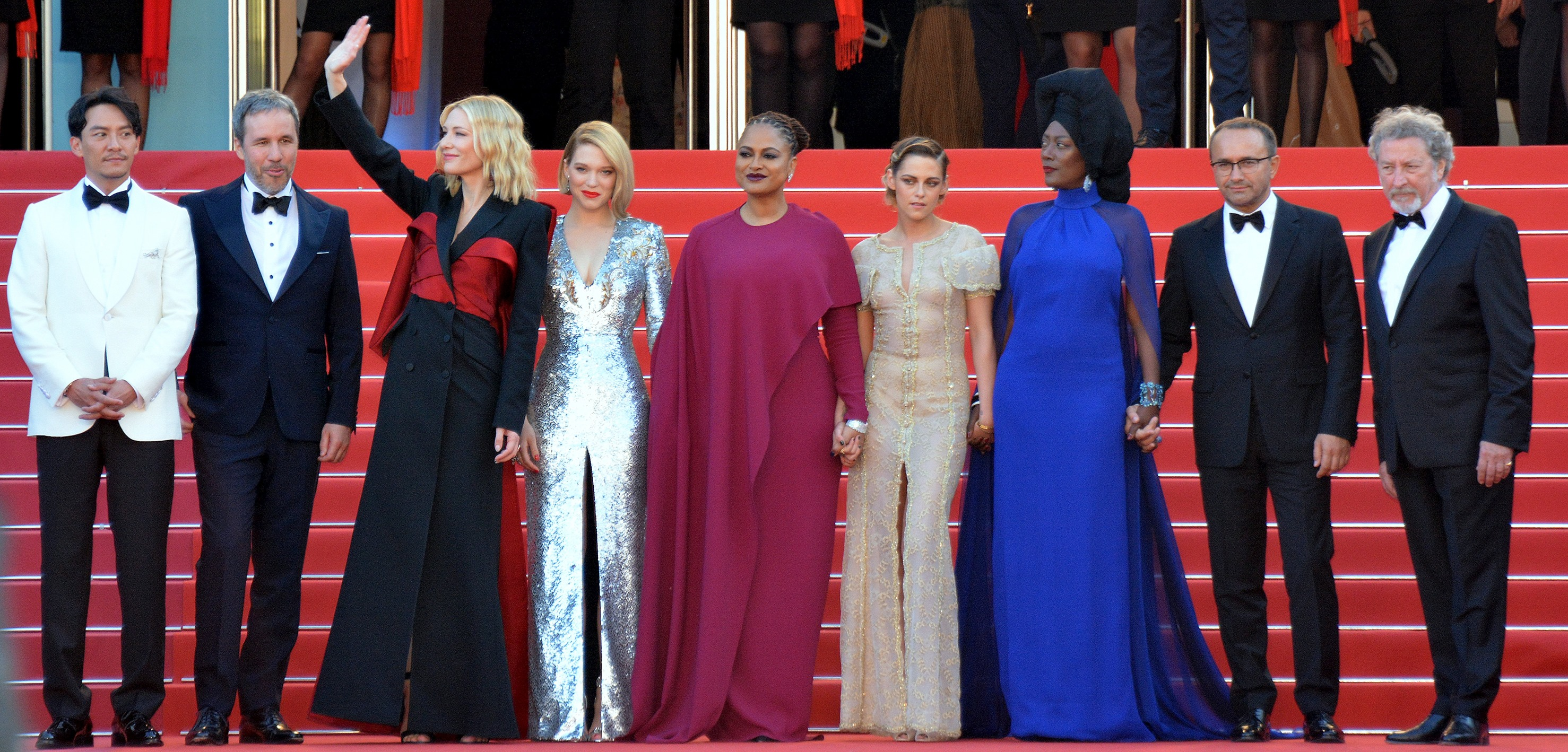
La giuria completa della 71ª edizione

- Cate Blanchett, attrice (Australia) - Presidente di giuria
- Chang Chen, attore (Cina)
- Ava DuVernay, regista, sceneggiatrice e produttrice (Stati Uniti d'America)
- Robert Guédiguian, regista, sceneggiatore e produttore (Francia)
- Khadja Nin, cantante e compositrice (Burundi)
- Léa Seydoux, attrice (Francia)
- Kristen Stewart, attrice (Stati Uniti d'America)
- Denis Villeneuve, regista e sceneggiatore (Canada)
- Andreï Zviaguintsev, regista e sceneggiatore (Russia)

### Un Certain Regard
- Benicio del Toro, attore (Portorico) - Presidente di giuria
- Kantemir Balagov, regista (Russia)
- Julie Huntsinger, direttrice artistica del Telluride Film Festival (Stati Uniti d'America)
- Annemarie Jacir, regista e sceneggiatrice (Palestina)
- Virginie Ledoyen, attrice (Francia)

### Caméra d'or
- Ursula Meier, regista, sceneggiatrice e attrice (Svizzera) - Presidente di giuria
- Marie Amachoukeli, regista (Francia)
- Iris Brey, regista, scrittrice e critica cinematografica (Francia, Stati Uniti d'America)
- Sylvain Fage, presidente di Cinéphase (Francia)
- Jeanne Lapoirie, direttrice della fotografia (Francia)
- Arnaud Larrieu, regista (Francia)
- Jean-Marie Larrieu, regista (Francia)

### Cinéfondation e cortometraggi
- Bertrand Bonello, regista, sceneggiatore e compositore (Francia) - Presidente di giuria
- Valeska Grisebach, regista, sceneggiatrice e produttrice (Germania)
- Khalil Joreige, cineasta e artista (Libano)
- Alanté Kavaïté, regista e sceneggiatrice (Francia, Libano)
- Ariane Labed, attrice (Francia)

### Settimana internazionale della critica
- Joachim Trier, regista e sceneggiatore (Norvegia) - Presidente di giuria
- Nahuel Pérez Biscayart, attore (Argentina)
- Eva Sangiorgi, direttrice del Festival di Vienna (Italia)
- Chloë Sevigny, attrice e regista (Stati Uniti d'America)
- Augustin Trapenard, giornalista (Francia)

### Queer Palm
- Sylvie Pialat, sceneggiatrice e produttrice (Francia) - Presidente di giuria
- Pepe Ruiloba, programmatore e coordinatore del Premio Maguey al Festival internazionale del cinema di Guadalajara (Messico)
- Dounia Sichov, attrice, montatrice e produttrice (Francia)
- Morgan Simon, sceneggiatore e regista (Francia)
- Boyd van Hoeij, giornalista e critico cinematografico (Paesi Bassi)

## Palmarès

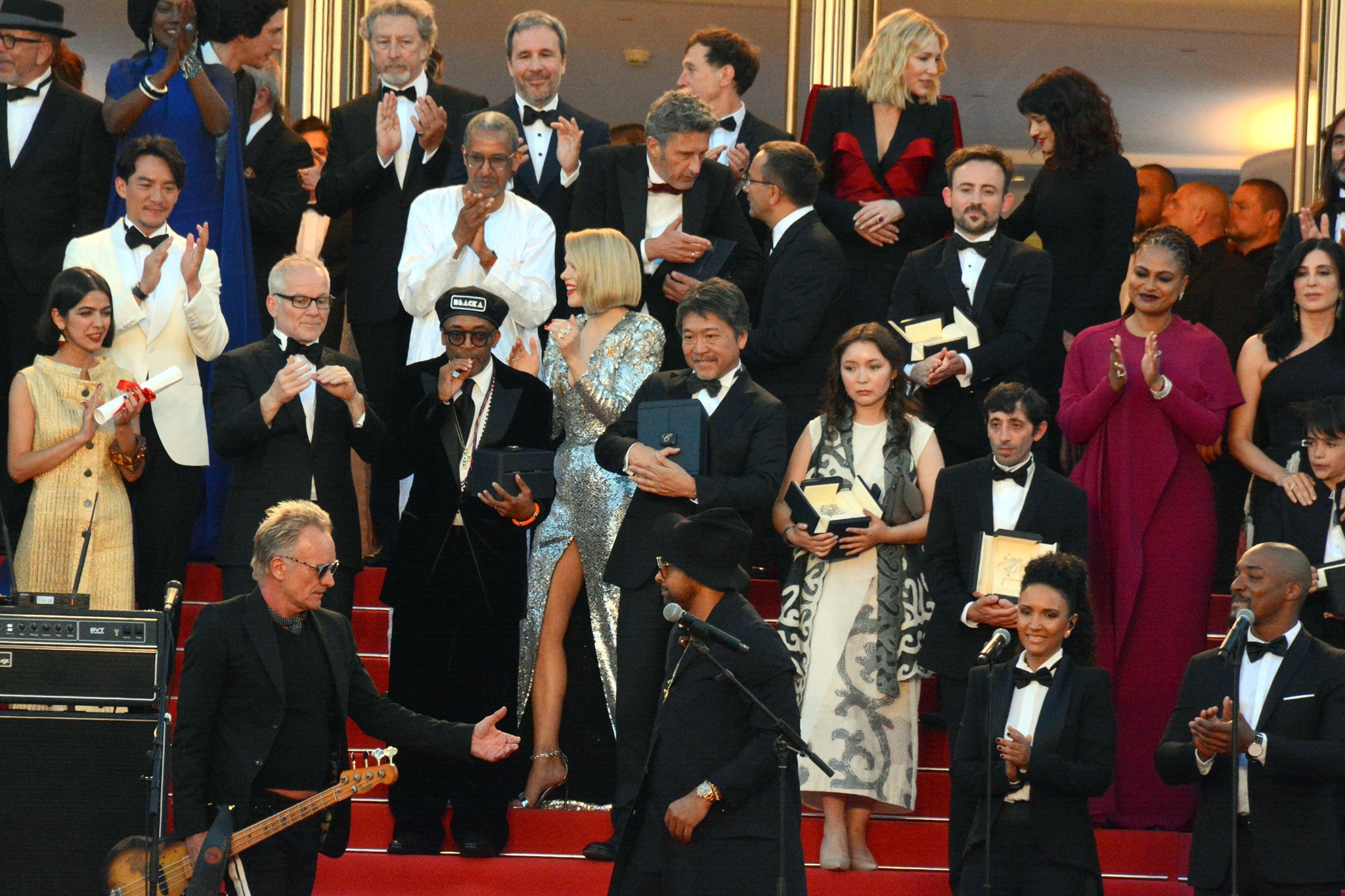
Tutti i premiati della 71ª edizione

### Concorso
- Palma d'oro: Un affare di famiglia (Manbiki kazoku), regia di Hirokazu Kore'eda
- Grand Prix Speciale della Giuria: BlacKkKlansman, regia di Spike Lee
- Prix de la mise en scène: Paweł Pawlikowski per Cold War (Zimna wojna)
- Prix du scénario: ex aequo Alice Rohrwacher per Lazzaro felice e Nader Sayevar e Jafar Panahi per Tre volti (Se rokh)
- Prix d'interprétation féminine: Samal Eslämova per Ajka
- Prix d'interprétation masculine: Marcello Fonte per Dogman
- Premio della giuria: Cafarnao - Caos e miracoli (Capharnaüm), regia di Nadine Labaki
- Palma d'oro speciale: Jean-Luc Godard per Le livre d'image

### Un Certain Regard
- Premio Un Certain Regard: Border - Creature di confine (Gräns) di Ali Abbasi
- Premio speciale della Giuria: Chuva é cantoria na aldeia dos mortos di João Salaviza e Renée Nader Messora
- Miglior regia: Serhij Loznycja per Donbass
- Miglior interpretazione: Victor Polster per Girl
- Miglior sceneggiatura: Meryem Benm'Barek-Aloïsi per Sofia

### Settimana internazionale della critica
- Gran Premio Settimana internazionale della critica: Diamantino - Il calciatore più forte del mondo (Diamantino) di Gabriel Abrantes e Daniel Schmidt
- Premio Louis Roederer per la Rivelazione: Félix Maritaud per Sauvage
- Premio SACD: La donna elettrica (Kona fer í stríð) di Benedikt Erlingsson
- Aide Fondation Gan à la Diffusion: Sir di Rohena Gera
- Premio Scoperta Leica Cine del cortometraggio: Ektoras Malo: Ī teleutaia mera tīs chronias di Jacqueline Lentzou
- Premio Canal+ del cortometraggio: Un jour de mariage di Elias Belkeddar

### Quinzaine des Réalisateurs
- Premio Art Cinéma: Climax di Gaspar Noé
- Premio Europa Cinema Label: Troppa grazia di Gianni Zanasi
- Premio SACD: Pallottole in libertà (En liberté!) di Pierre Salvadori
- Premio Illy per il cortometraggio: Skip Day di Patrick Bresnan e Ivete Lucas

### Cinéfondation
- Primo premio - El verano del léon eléctrico di Diego Céspedes
- Secondo premio - ex aequo Kalendar' di Igor Poplauhin e Dong wu xiong meng di Di Shen
- Terzo premio - Inanimate di Lucia Bulgheroni

### Altri premi
- Caméra d'or: Girl di Lukas Dhont
- Premio Fipresci:
  - Concorso: Burning di Lee Chang-dong
  - Un Certain Regard: Girl di Lukas Dhont
  - Settimana internazionale della critica: Egy nap di Zsófia Szilágyi
- Premio della Giuria Ecumenica: Cafarnao - Caos e miracoli (Capharnaüm) di Nadine Labaki
  - Menzione speciale a BlacKkKlansman di Spike Lee
- L'Œil d'or Jury:
  - L'Œil d'or: La strada dei Samouni di Stefano Savona
  - Menzione speciale a Libre di Michel Toesca e Lo sguardo di Orson Welles di Mark Cousins
- Queer Palm: Girl di Lukas Dhont
- Premio François Chalais:
- Dog Palm: L'intero cast canino di Dogman[9]
  - Gran premio della giuria al pechinese immaginario di Diamantino - Il calciatore più forte del mondo (Diamantino)
- Cannes Soundtrack Award: Roman Bilyk, German Osipov e i Zveri per Summer (Leto)
- Trofeo Chopard: 
  - Rivelazione femminile: Elizabeth Debicki
  - Rivelazione maschile: Joe Alwyn

### Premi speciali
- Carrosse d'Or - Martin Scorsese[10]